# 杀害尊亲属罪
殺害尊親屬罪（英語：Parricide），精確地稱殺害直系血親尊親屬罪，是指殺害自己父母或祖父母的犯罪，本質上屬於殺人罪的特別規定，現在多見於受儒家文化影響的漢字文化圈。傳統的中华法系中將孝道視為綱常秩序，違反者往往處以重刑。受此影響，現代部分东亚地區仍然保有相關罪行，且較之一般的謀殺罪處以更重的刑罚。

## 沿革
在中国历史上，儒家和礼教素有「尊尊、親親」的傳統，因此弒親被視為是極大惡行，屬於「十惡」之一，違犯者往往遭處以極刑。《晋律》記載：「子賊殺傷毆父母，梟首；罵詈，棄市。謀殺夫之父母亦棄市。」足見晉代時即將弒親視為大逆不道的罪行，應該予以當眾斬首。《唐律疏议》記載：「諸詈祖父母、父母者，絞。毆者，斬。過失殺者，流三千里；傷者，徒三年。」（辱骂祖父母、父母的，处绞刑；殴打的，处斩刑；过失杀害的，流放三千里；过失伤害的，有期徒刑三年。）
明代律法進一步將既遂與未遂犯分別處以凌遲和斬首。《大明律》記載：「凡謀殺祖父母、父母及期親尊長、外祖父母、夫、夫之祖父母、父母，已行者，皆斬；已殺者，皆凌遲處死。」《大清律例》大致承襲《明律》規定，並加註「謀殺之罪，凡人已重，若以子孫而謀殺祖父母、父母，及以卑幼而謀殺期親尊長，以外孫而謀殺外祖父母，以妻妾而謀殺本夫與夫之祖父母、父母，則倫常之變，罪大惡極，十惡內所謂惡逆也。但謀而已行，不問已傷、未傷，凡預謀之子孫、卑幼、外孫、妻妾，不分首從皆斬。已殺者，皆凌遲處死。」
19世紀後受列強圍堵，清朝終結閉關鎖國，政治、法律等各方面逐步進行现代化改革。清末新政時出現「禮法之爭」，傳統礼教支持者與繼受自西方的現代法学主義者就《大清新刑律》的編纂發生爭執，禮教派主張應為殺害尊親屬行為特設專章處罰以彰顯孝道精神。草案最終仍以改革派所主張之設為殺人罪特別規定，但處以唯一死刑，某種程度上顯示似乎仍難以脫離尊親孝道的五倫思想，但較之過往已在體例上出現劃時代的重大變革。禮教派的代表性人物张之洞重話批評：
|  | 中國制刑以明尊卑長幼之序，舊律凡毆尊長者加凡人一等或數等，干名犯義諸條立法尤為嚴重，新刑律草案則並無卑幼毆殺尊長之條，等之於凡人之例，是足以破壞尊卑長幼之序而有餘也。 |

## 爭議

### 構成要件或罪責要件
本罪性質上屬於殺人罪的特別規範，其基於身份關係的加重要件，究竟屬於犯罪三階論中的「構成要件」亦或「罪責要件」，在刑法学中頗有爭議。主張構成要件者認為，此與義憤殺人罪、生母殺嬰罪等同屬加重之變體構成要件；罪責論者認為基於特定身份關係屬於行為人本身的責任程度加重，故非純正之身份犯，若非具備此特定身分之人即不適用本罪。（例如甲與乙共同殺害甲之父，甲因其身分關係致使罪責加重而應論以殺害尊親屬罪；至於乙則因不具備身份關係，仍適用一般殺人罪）

### 違憲問題
現代刑法基礎是源自於西方的个人主义思想，而本罪屬於中华法系的礼教觀念，兩者本質上有所扞格。個人主義思想未有傳統封建社會的階級觀念，以法律之前人人平等作為法律秩序的基石。本罪基於倫常僅加重處罰殺害尊親屬的行為，而不包含卑親屬以及配偶、平輩等其他親屬，似乎昭示尊親屬的生命法益在刑法的保護上優於其他生命，有違反平等原則之虞，因此不乏違憲與否的爭執。

## 各地規定

### 中華民國
北洋政府在第二次《刑法修正草案》中提高刑度，規定殺害直系血親尊親屬者，處唯一死刑；殺害旁系血親尊親屬者，處死刑或無期徒刑；另外也追加處罰預備犯及未遂犯。立法理由沒有援引禮法背書，但如此直重刑在當時受到新文化运动思潮之下仍屬罕見，有學者推測其立法恐仍不脫孝道的考量。
1935年國民政府公布施行《中華民國刑法》，第272條保留殺直系血親尊親屬罪：

1. 殺直系血親尊親屬者，處死刑或無期徒刑。
2. 前項之未遂犯罰之。
3. 預備犯第一項之罪者，處三年以下有期徒刑。

依照同法第61條第1項第1款，即使情節輕微，顯可憫恕，仍不是得以免除其刑之罪。同法第63條第2項原規定「未滿18歲人犯第272條第1項之罪者，不適用前項之規定」，所以有機會處死刑或無期徒刑。中華民國政府遷台後，2005年立法院修法刪除原第2項，使未滿18歲人士即使殺直系血親尊親屬也減輕其刑，不得再處死刑或無期徒刑。
2019年本罪再次進行修正，將原本處無期徒刑以上的規定改為加重其刑至二分之一；但第61條量刑規定未進行相關修正，因此即使情節輕微，顯可憫恕，仍不是得以免除其刑之罪：
第272條（殺害直系血親尊親屬罪）

對於直系血親尊親屬，犯前條之罪者，加重其刑至二分之一。
第61條（免刑事由）

犯下列各罪之一，情節輕微，顯可憫恕，認為依第五十九條規定減輕其刑仍嫌過重者，得免除其刑：
1. 最重本刑為三年以下有期徒刑、拘役或專科罰金之罪。但第一百三十二條第一項、第一百四十三條、第一百四十五條、第一百八十六條及對於直系血親尊親屬犯第二百七十一條第三項之罪，不在此限。

### 日本
日本在大化改新時期受唐朝影響，繼受「尊屬殺應重罰」的思想，體現於法律規定中。20世纪后，日本面臨西方叩關而被迫進行改革，明治维新期間大幅拋棄原先的儒家價值，引進西方的人权和平等观念，弒親罪的規定因此受到挑戰，但並未完全廢除立法，僅將之改為殺人罪的加重規定；直至1970年代，最高裁判所才宣告本罪違憲。

### 
《大韓民國刑法》第250條第2項規定，殺害自己或配偶的直系血親尊親屬，處死刑或無期徒刑，其未遂犯依據第254條罰之。1995年12月29日修正的《刑法》規定（法律第5057號），將本刑改成死刑、無期徒刑或7年以上有期徒刑。

### 澳門
《澳門刑法典》第129條加重殺人罪中，殺害直系血親尊親屬，屬「行為人之特別可譴責性或惡性之情節下產生」，處15-25年徒刑(而第128條的一般殺人罪則處10-20年徒刑)。

## 腳註

### 引註資料
1. 1 2 3  黃源盛. . 政大法學評論. 2010-10-01, (117): 1–61  [2022-08-26]. doi:10.6990/CLR.201010_(117).0001. （原始内容存档于2022-08-26） –華藝線上圖書館.
2. ↑  張之洞奏摺〈為新定刑律草案多與中國禮教有妨，謹分條說明，擬請斥下修律大臣將中國舊律與新律草案詳慎互校，斟酌修改刪併，以維倫紀而保治安，恭摺仰祈聖鑒事〉
3. ↑  立法院法律系統 （页面存档备份，存于）《中華民國刑法》
4. ↑  .   [2021-05-31]. （原始内容存档于2021-03-16）.